# 布團

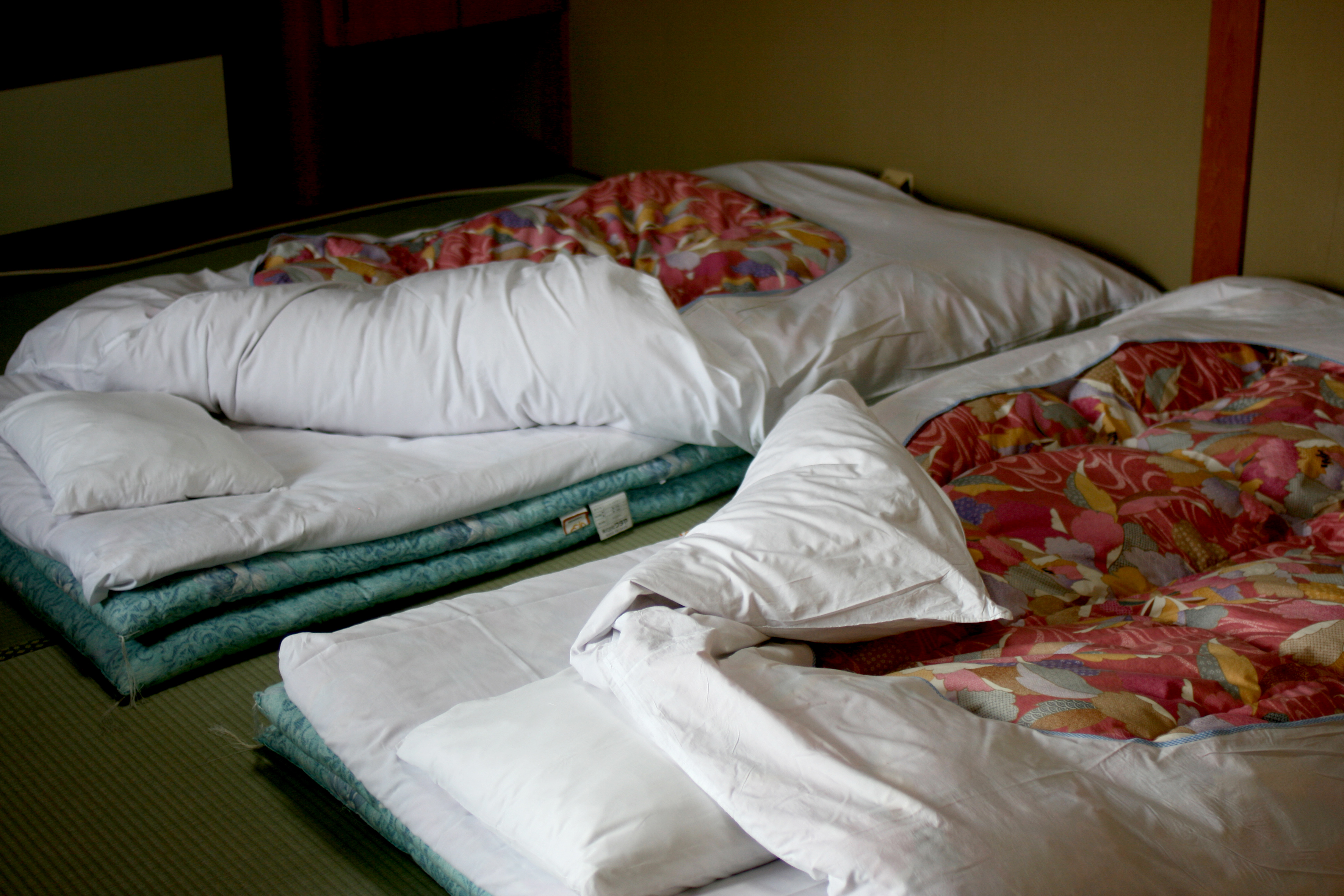
在旅馆里睡觉的日式布团

布团（日语：／ futon）是日本传统风格的床上用品。
一套完整的布團包括床垫（shikibuton）和被子（kakebuton）。布团寝具的两个元件都足够柔韧，可以在白天通风，折叠和存放在大壁橱（oshiire）中，使房间可用作卧室以外的用途。
传统上，布团是在榻榻米上使用的，榻榻米是作为地面材料使用的一种垫子，与木头或石头等大多数较硬的地面材料相比，布团的基础更柔软。布團必须每天折叠起来，并定期在阳光下通风，以防止发霉，同时也要保持布團无塵蟎屬。在日本，布团普遍挂在阳台上晒太阳。对于无法晾晒布团的人，还可以使用布团烘干机。
西式布团是典型的低矮的木制沙发床，与日本的布团有很大不同。它们的尺寸往往和西式床垫一样，而且太厚，无法折叠。它们通常被设置和存放在板条架上，这样可以避免经常性地移动它们去通风，特别是在集中供暖的房子里室内空气干燥的情况下（日本家庭传统上没有集中供暖）。

## 詞源
原本写成「蒲团」，是由蒲团制成的圆形地毯而来。「团」字是「圆」的意思。 由于现在使用的都是软性材料，所以通常使用「布團」一词。

## 对健康的影响
长时间吸入羽毛产生的细粉尘可能会对羽毛产生过敏，导致過敏性肺病或間質性肺病。